# Campeonato de Primera División 2025 (Argentina)
El Campeonato de Primera División 2025, también conocido como Liga Profesional 2025, es la nonagésima sexta temporada de la era profesional de la Primera División del fútbol argentino, y el quinto campeonato organizado por la Liga Profesional, órgano interno de la Asociación del Fútbol Argentino. Comenzó el 23 de enero y finalizaría el 14 de diciembre.
Los nuevos participantes son los dos equipos ascendidos de la Primera Nacional 2024: el campeón, Aldosivi, que regresa tras su última participación en la temporada 2022, y San Martín de San Juan, ganador del torneo reducido por el segundo ascenso, que vuelve tras su última intervención en la temporada 2018-19.
Esta edición cuenta con un nuevo sistema de disputa, trayendo de regreso el orden de torneos Apertura y Clausura, que había sido utilizado por última vez en la temporada 2011-12. A diferencia del método anterior, en esta ocasión los dos torneos independientes serán con los equipos divididos en dos grupos disputados con el formato de copa, con una etapa clasificatoria seguida de otra eliminatoria. Por ende, consagrará dos campeones, el Club Atlético Platense, ganador del Apertura, y el ganador del Clausura, que clasificarán a la Copa Libertadores 2026 y disputarán entre sí el Trofeo de Campeones 2025.
Asimismo, al finalizar la disputa, se producirán dos descensos a la Primera Nacional, y se definirán otras clasificaciones a las copas Libertadores y Sudamericana de 2026, según las respectivas tablas acumuladas de la temporada.

## Ascensos y descensos
| Cond.     | Equipos ascendidos de la Primera Nacional 2024 |
| --------- | ---------------------------------------------- |
| Campeón   | Aldosivi                                       |
| Gan. red. | San Martín (SJ)                                |

| Equipos descendidos de la temporada 2024 |
| ---------------------------------------- |
| No hubo                                  |

- De esta manera, el número de equipos participantes aumentó a 30.

## Equipos participantes
| Equipo                  | Ciudad                | Estadio                                                           | Capacidad            |
| ----------------------- | --------------------- | ----------------------------------------------------------------- | -------------------- |
| Aldosivi                | Mar del Plata         | José María Minella                                                | 35 180               |
| Argentinos Juniors      | Buenos Aires          | Diego Armando Maradona                                            | 24 000               |
| Atlético Tucumán        | San Miguel de Tucumán | Monumental José Fierro                                            | 35 200               |
| Banfield                | Banfield              | Florencio Sola                                                    | 34 900               |
| Barracas Central        | Buenos Aires          | Claudio Chiqui Tapia Julio Humberto Grondona                      | 10 000 16 300        |
| Belgrano                | Córdoba               | Julio César Villagra                                              | 33 000               |
| Boca Juniors            | Buenos Aires          | Alberto J. Armando                                                | 54 000               |
| Central Córdoba         | Santiago del Estero   | Único Madre de Ciudades                                           | 30 000               |
| Defensa y Justicia      | Gobernador Costa      | Norberto Tomaghello                                               | 20 000               |
| Deportivo Riestra       | Buenos Aires          | Guillermo Laza                                                    | 8 000                |
| Estudiantes             | La Plata              | Jorge Luis Hirschi                                                | 32 530               |
| Gimnasia y Esgrima      | La Plata              | Juan Carmelo Zerillo                                              | 30 973               |
| Godoy Cruz              | Godoy Cruz            | Feliciano Gambarte Malvinas Argentinas Víctor Antonio Legrotaglie | 21 000 42 500 14 000 |
| Huracán                 | Buenos Aires          | Tomás Adolfo Ducó                                                 | 48 314               |
| Independiente           | Avellaneda            | Libertadores de América-Ricardo Enrique Bochini                   | 49 592               |
| Independiente Rivadavia | Mendoza               | Bautista Gargantini Malvinas Argentinas                           | 24 000 42 500        |
| Instituto               | Córdoba               | Monumental Presidente Perón Mario Alberto Kempes                  | 26 000 57 000        |
| Lanús                   | Lanús                 | Ciudad de Lanús-Néstor Díaz Pérez                                 | 47 027               |
| Newell's Old Boys       | Rosario               | Marcelo Bielsa                                                    | 42 000               |
| Platense                | Florida               | Ciudad de Vicente López                                           | 34 530               |
| Racing Club             | Avellaneda            | Presidente Perón                                                  | 55 880               |
| River Plate             | Buenos Aires          | Monumental                                                        | 85 018               |
| Rosario Central         | Rosario               | Gigante de Arroyito                                               | 48 000               |
| San Lorenzo             | Buenos Aires          | Pedro Bidegain                                                    | 31 814               |
| San Martín              | San Juan              | Ingeniero Hilario Sánchez                                         | 21 500               |
| Sarmiento               | Junín                 | Eva Perón                                                         | 23 156               |
| Talleres                | Córdoba               | Mario Alberto Kempes                                              | 57 000               |
| Tigre                   | Victoria              | José Dellagiovanna                                                | 26 282               |
| Unión                   | Santa Fe              | 15 de Abril                                                       | 30 000               |
| Vélez Sarsfield         | Buenos Aires          | José Amalfitani                                                   | 49 540               |

### Distribución geográfica de los equipos
| Jurisdicción                             | Cant. | Equipos |
| ---------------------------------------- | ----- | --- |
| Ciudad de Buenos Aires                   | 8     | Argentinos Juniors, Barracas Central, Boca Juniors, Deportivo Riestra, Huracán, River Plate, San Lorenzo y Vélez Sarsfield |
| Conurbano bonaerense                     | 7     | Banfield, Defensa y Justicia, Independiente, Lanús, Platense, Racing Club y Tigre                                          |
| Provincia de Santa Fe                    | 3     | Newell's Old Boys, Rosario Central y Unión                                                                                 |
| Provincia de Córdoba                     | 3     | Belgrano, Instituto y Talleres                                                                                             |
| Interior de la provincia de Buenos Aires | 2     | Aldosivi y Sarmiento (J)                                                                                                   |
| Ciudad de La Plata                       | 2     | Estudiantes y Gimnasia y Esgrima                                                                                           |
| Provincia de Mendoza                     | 2     | Godoy Cruz e Independiente Rivadavia                                                                                       |
| Provincia de San Juan                    | 1     | San Martín |
| Provincia de Santiago del Estero         | 1     | Central Córdoba |
| Provincia de Tucumán                     | 1     | Atlético Tucumán |

## Sistema de disputa
El campeonato se disputa en dos torneos independientes, llamados respectivamente Apertura y Clausura, los que consagran cada uno a su propio campeón. Ambos tienen el mismo formato, invirtiendo las localías.

### Fase de zonas
Los equipos se dividen en dos grupos de quince integrantes cada uno, donde juegan una ronda por el sistema de todos contra todos, más un interzonal por fecha, correspondiente al clásico o emparejamiento, que enfrenta a los que quedan libres en su respectiva zona, más una fecha especial de interzonales extra determinados por sorteo. En total cada equipo disputa dieciséis partidos en la etapa clasificatoria. Los ocho primeros de cada zona clasifican a las instancias siguientes.

### Octavos y cuartos de final, semifinales y final
Las cuatro rondas se definen por eliminación directa, a partido único. En las tres primeras instancias, se juega en la sede del mejor ubicado, mientras que la final se juega en campo neutral.

## Sorteo
Se llevó a cabo el 20 de diciembre de 2024 a partir de las 14:30. Los equipos se agruparon, previa formación de parejas (la mayoría de ellas las que disputan clásicos), colocando a cada uno de los componentes de las mismas en zonas distintas.
| Emparejamientos    | Emparejamientos         |
| ------------------ | ----------------------- |
| Boca Juniors       | River Plate             |
| Independiente      | Racing Club             |
| Huracán            | San Lorenzo             |
| Newell's Old Boys  | Rosario Central         |
| Estudiantes (LP)   | Gimnasia y Esgrima (LP) |
| Godoy Cruz         | Independiente Rivadavia |
| Banfield           | Lanús                   |
| Belgrano           | Talleres (C)            |
| Argentinos Juniors | Platense                |
| Tigre              | Vélez Sarsfield         |
| Instituto          | Unión                   |
| Atlético Tucumán   | Central Córdoba (SdE)   |
| Defensa y Justicia | Deportivo Riestra       |
| Barracas Central   | Sarmiento (J)           |
| Aldosivi           | San Martín (SJ)         |

## Torneo Apertura

### Fase de zonas

#### Zona A

##### Tabla de posiciones final
| Pos. | Equipo                  | Pts. | PJ | PG | PE | PP | GF | GC | Dif. |
| ---- | ----------------------- | ---- | -- | -- | -- | -- | -- | -- | ---- |
| 1.º  | Argentinos Juniors      | 33   | 16 | 9  | 6  | 1  | 24 | 9  | 15   |
| 2.º  | Boca Juniors            | 33   | 16 | 10 | 3  | 3  | 24 | 11 | 13   |
| 3.º  | Racing Club             | 28   | 16 | 9  | 1  | 6  | 26 | 16 | 10   |
| 4.º  | Huracán                 | 27   | 16 | 7  | 6  | 3  | 19 | 12 | 7    |
| 5.º  | Tigre                   | 27   | 16 | 8  | 3  | 5  | 18 | 12 | 6    |
| 6.º  | Independiente Rivadavia | 27   | 16 | 7  | 6  | 3  | 20 | 17 | 3    |
| 7.º  | Barracas Central        | 26   | 16 | 7  | 5  | 4  | 20 | 18 | 2    |
| 8.º  | Estudiantes (LP)        | 21   | 16 | 5  | 6  | 5  | 18 | 19 | −1   |
| 9.º  | Newell's Old Boys       | 19   | 16 | 5  | 4  | 7  | 12 | 15 | −3   |
| 10.º | Defensa y Justicia      | 19   | 16 | 5  | 4  | 7  | 18 | 22 | −4   |
| 11.º | Central Córdoba (SdE)   | 18   | 16 | 5  | 3  | 8  | 21 | 22 | −1   |
| 12.º | Belgrano                | 17   | 16 | 3  | 8  | 5  | 13 | 23 | −10  |
| 13.º | Aldosivi                | 15   | 16 | 4  | 3  | 9  | 18 | 28 | −10  |
| 14.º | Banfield                | 14   | 16 | 3  | 5  | 8  | 14 | 19 | −5   |
| 15.º | Unión                   | 14   | 16 | 3  | 5  | 8  | 11 | 17 | −6   |

|  | Clasificaron a los Octavos de final. |

|  |

#### Zona B

##### Tabla de posiciones final
| Pos. | Equipo                  | Pts. | PJ | PG | PE | PP | GF | GC | Dif. |
| ---- | ----------------------- | ---- | -- | -- | -- | -- | -- | -- | ---- |
| 1.º  | Rosario Central         | 35   | 16 | 10 | 5  | 1  | 22 | 8  | 14   |
| 2.º  | River Plate             | 31   | 16 | 8  | 7  | 1  | 21 | 9  | 12   |
| 3.º  | Independiente           | 29   | 16 | 8  | 5  | 3  | 23 | 12 | 11   |
| 4.º  | San Lorenzo             | 27   | 16 | 7  | 6  | 3  | 14 | 10 | 4    |
| 5.º  | Deportivo Riestra       | 24   | 16 | 5  | 9  | 2  | 13 | 7  | 6    |
| 6.º  | Platense                | 23   | 16 | 6  | 5  | 5  | 13 | 11 | 2    |
| 7.º  | Lanús                   | 20   | 16 | 4  | 8  | 4  | 13 | 11 | 2    |
| 8.º  | Instituto               | 18   | 16 | 5  | 3  | 8  | 16 | 20 | −4   |
| 9.º  | Godoy Cruz              | 17   | 16 | 3  | 8  | 5  | 8  | 18 | −10  |
| 10.º | Atlético Tucumán        | 16   | 16 | 5  | 1  | 10 | 17 | 21 | −4   |
| 11.º | Gimnasia y Esgrima (LP) | 16   | 16 | 4  | 4  | 8  | 9  | 18 | −9   |
| 12.º | Sarmiento (J)           | 15   | 16 | 2  | 9  | 5  | 11 | 19 | −8   |
| 13.º | Vélez Sarsfield         | 14   | 16 | 4  | 2  | 10 | 7  | 22 | −15  |
| 14.º | Talleres (C)            | 13   | 16 | 2  | 7  | 7  | 11 | 15 | −4   |
| 15.º | San Martín (SJ)         | 9    | 16 | 2  | 3  | 11 | 5  | 18 | −13  |

|  | Clasificaron a los Octavos de final. |

|  |

### Fase final
|  | Octavos de final | Octavos de final        | Octavos de final |               |                    | Cuartos de final   | Cuartos de final | Cuartos de final |  |               | Semifinales     | Semifinales     | Semifinales     |  |         | Final      | Final      | Final      |  |
|  | 10 al 12 de mayo | 10 al 12 de mayo        | 10 al 12 de mayo |               |                    | 18 al 20 de mayo   | 18 al 20 de mayo | 18 al 20 de mayo |  |               | 24 y 25 de mayo | 24 y 25 de mayo | 24 y 25 de mayo |  |         | 1 de junio | 1 de junio | 1 de junio |  |
|  |                  |                         |                  |               |                    |                    |                  |                  |  |               |                 |                 |                 |  |         |            |            |            |  |
|  |                  |                         |                  |               |                    |                    |                  |                  |  |               |                 |                 |                 |  |         |            |            |            |  |
|  | 2A               | Boca Juniors            | 0 (4)            |               |                    |                    |                  |                  |  |               |                 |                 |                 |  |         |            |            |            |  |
|  | 2A               | Boca Juniors            | 0 (4)            |               |                    |                    |                  |                  |  |               |                 |                 |                 |  |         |            |            |            |  |
|  | 7B               | Lanús                   | 0 (2)            |               |                    |                    |                  |                  |  |               |                 |                 |                 |  |         |            |            |            |  |
|  | 7B               | Lanús                   | 0 (2)            |               | Boca Juniors       | Boca Juniors       | 0                |                  |  |               |                 |                 |                 |  |         |            |            |            |  |
|  |                  |                         |                  |               | Boca Juniors       | Boca Juniors       | 0                |                  |  |               |                 |                 |                 |  |         |            |            |            |  |
|  |                  |                         | Independiente    | Independiente | 1                  |                    |                  |                  |  |               |                 |                 |                 |  |         |            |            |            |  |
|  | 3B               | Independiente           | Independiente    | Independiente | 1                  | 1                  |                  |                  |  |               |                 |                 |                 |  |         |            |            |            |  |
|  | 3B               | Independiente           |                  |               |                    |                    |                  |                  |  |               |                 |                 |                 |  |         |            |            |            |  |
|  | 6A               | Independiente Rivadavia | 0                |               |                    |                    |                  |                  |  |               |                 |                 |                 |  |         |            |            |            |  |
|  | 6A               | Independiente Rivadavia | 0                |               |                    |                    |                  |                  |  | Independiente | Independiente   | 0 (5)           |                 |  |         |            |            |            |  |
|  |                  |                         |                  |               |                    |                    |                  |                  |  | Independiente | Independiente   | 0 (5)           |                 |  |         |            |            |            |  |
|  |                  |                         | Huracán          | Huracán       | 0 (6)              |                    |                  |                  |  |               |                 |                 |                 |  |         |            |            |            |  |
|  | 1B               | Rosario Central         | Huracán          | Huracán       | 0 (6)              | 2                  |                  |                  |  |               |                 |                 |                 |  |         |            |            |            |  |
|  | 1B               | Rosario Central         |                  |               |                    |                    |                  |                  |  |               |                 |                 |                 |  |         |            |            |            |  |
|  | 8A               | Estudiantes (LP)        | 0                |               |                    |                    |                  |                  |  |               |                 |                 |                 |  |         |            |            |            |  |
|  | 8A               | Estudiantes (LP)        | 0                |               | Rosario Central    | Rosario Central    | 0                |                  |  |               |                 |                 |                 |  |         |            |            |            |  |
|  |                  |                         |                  |               | Rosario Central    | Rosario Central    | 0                |                  |  |               |                 |                 |                 |  |         |            |            |            |  |
|  |                  |                         | Huracán          | Huracán       | 1                  |                    |                  |                  |  |               |                 |                 |                 |  |         |            |            |            |  |
|  | 4A               | Huracán                 | Huracán          | Huracán       | 1                  | 3                  |                  |                  |  |               |                 |                 |                 |  |         |            |            |            |  |
|  | 4A               | Huracán                 |                  |               |                    |                    |                  |                  |  |               |                 |                 |                 |  |         |            |            |            |  |
|  | 5B               | Deportivo Riestra       | 2                |               |                    |                    |                  |                  |  |               |                 |                 |                 |  |         |            |            |            |  |
|  | 5B               | Deportivo Riestra       | 2                |               |                    |                    |                  |                  |  |               |                 |                 |                 |  | Huracán | Huracán    | 0          |            |  |
|  |                  |                         |                  |               |                    |                    |                  |                  |  |               |                 |                 |                 |  | Huracán | Huracán    | 0          |            |  |
|  |                  |                         | Platense         | Platense      | 1                  |                    |                  |                  |  |               |                 |                 |                 |  |         |            |            |            |  |
|  | 1A               | Argentinos Juniors      | Platense         | Platense      | 1                  | 3                  |                  |                  |  |               |                 |                 |                 |  |         |            |            |            |  |
|  | 1A               | Argentinos Juniors      |                  |               |                    |                    |                  |                  |  |               |                 |                 |                 |  |         |            |            |            |  |
|  | 8B               | Instituto               | 1                |               |                    |                    |                  |                  |  |               |                 |                 |                 |  |         |            |            |            |  |
|  | 8B               | Instituto               | 1                |               | Argentinos Juniors | Argentinos Juniors | 1 (7)            |                  |  |               |                 |                 |                 |  |         |            |            |            |  |
|  |                  |                         |                  |               | Argentinos Juniors | Argentinos Juniors | 1 (7)            |                  |  |               |                 |                 |                 |  |         |            |            |            |  |
|  |                  |                         | San Lorenzo      | San Lorenzo   | 1 (8)              |                    |                  |                  |  |               |                 |                 |                 |  |         |            |            |            |  |
|  | 4B               | San Lorenzo             | San Lorenzo      | San Lorenzo   | 1 (8)              | 2                  |                  |                  |  |               |                 |                 |                 |  |         |            |            |            |  |
|  | 4B               | San Lorenzo             |                  |               |                    |                    |                  |                  |  |               |                 |                 |                 |  |         |            |            |            |  |
|  | 5A               | Tigre                   | 1                |               |                    |                    |                  |                  |  |               |                 |                 |                 |  |         |            |            |            |  |
|  | 5A               | Tigre                   | 1                |               |                    |                    |                  |                  |  | San Lorenzo   | San Lorenzo     | 0               |                 |  |         |            |            |            |  |
|  |                  |                         |                  |               |                    |                    |                  |                  |  | San Lorenzo   | San Lorenzo     | 0               |                 |  |         |            |            |            |  |
|  |                  |                         | Platense         | Platense      | 1                  |                    |                  |                  |  |               |                 |                 |                 |  |         |            |            |            |  |
|  | 2B               | River Plate             | Platense         | Platense      | 1                  | 3                  |                  |                  |  |               |                 |                 |                 |  |         |            |            |            |  |
|  | 2B               | River Plate             |                  |               |                    |                    |                  |                  |  |               |                 |                 |                 |  |         |            |            |            |  |
|  | 7A               | Barracas Central        | 0                |               |                    |                    |                  |                  |  |               |                 |                 |                 |  |         |            |            |            |  |
|  | 7A               | Barracas Central        | 0                |               | River Plate        | River Plate        | 1 (2)            |                  |  |               |                 |                 |                 |  |         |            |            |            |  |
|  |                  |                         |                  |               | River Plate        | River Plate        | 1 (2)            |                  |  |               |                 |                 |                 |  |         |            |            |            |  |
|  |                  |                         | Platense         | Platense      | 1 (4)              |                    |                  |                  |  |               |                 |                 |                 |  |         |            |            |            |  |
|  | 3A               | Racing Club             | Platense         | Platense      | 1 (4)              | 0                  |                  |                  |  |               |                 |                 |                 |  |         |            |            |            |  |
|  | 3A               | Racing Club             |                  |               |                    |                    |                  |                  |  |               |                 |                 |                 |  |         |            |            |            |  |
|  | 6B               | Platense                | 1                |               |                    |                    |                  |                  |  |               |                 |                 |                 |  |         |            |            |            |  |
|  | 6B               | Platense                | 1                |               |                    |                    |                  |                  |  |               |                 |                 |                 |  |         |            |            |            |  |
|  |                  |                         |                  |               |                    |                    |                  |                  |  |               |                 |                 |                 |  |         |            |            |            |  |

Nota: En octavos y cuartos de final y semifinales, el local fue el equipo que ocupó la primera línea. La final se jugó en cancha neutral.

## Torneo Clausura

### Fase de zonas

#### Zona A

##### Tabla de posiciones
| Pos. | Equipo                  | Pts. | PJ | PG | PE | PP | GF | GC | Dif. |
| ---- | ----------------------- | ---- | -- | -- | -- | -- | -- | -- | ---- |
| 1.º  | Barracas Central        | 10   | 5  | 3  | 1  | 1  | 8  | 6  | 2    |
| 2.º  | Estudiantes (LP)        | 9    | 5  | 3  | 0  | 2  | 7  | 6  | 1    |
| 3.º  | Huracán                 | 9    | 5  | 3  | 0  | 2  | 4  | 5  | −1   |
| 4.º  | Unión                   | 8    | 5  | 2  | 2  | 1  | 6  | 2  | 4    |
| 5.º  | Belgrano                | 8    | 5  | 2  | 2  | 1  | 5  | 2  | 3    |
| 6.º  | Defensa y Justicia      | 8    | 5  | 2  | 2  | 1  | 5  | 3  | 2    |
| 7.º  | Central Córdoba (SdE)   | 7    | 5  | 1  | 4  | 0  | 5  | 4  | 1    |
| 8.º  | Tigre                   | 7    | 5  | 2  | 1  | 2  | 5  | 5  | 0    |
| 9.º  | Banfield                | 7    | 5  | 2  | 1  | 2  | 7  | 8  | −1   |
| 10.º | Boca Juniors            | 6    | 5  | 1  | 3  | 1  | 5  | 3  | 2    |
| 11.º | Newell's Old Boys       | 6    | 5  | 1  | 3  | 1  | 5  | 5  | 0    |
| 12.º | Argentinos Juniors      | 5    | 5  | 1  | 2  | 2  | 2  | 3  | −1   |
| 13.º | Independiente Rivadavia | 4    | 5  | 1  | 1  | 3  | 5  | 7  | −2   |
| 14.º | Racing Club             | 4    | 5  | 1  | 1  | 3  | 3  | 5  | −2   |
| 15.º | Aldosivi                | 3    | 5  | 0  | 3  | 2  | 1  | 5  | −4   |

|  | Los equipos que ocupen estas posiciones al finalizar la disputa clasificarán a la Fase final. |

|  |

#### Zona B

##### Tabla de posiciones
| Pos. | Equipo                  | Pts. | PJ | PG | PE | PP | GF | GC | Dif. |
| ---- | ----------------------- | ---- | -- | -- | -- | -- | -- | -- | ---- |
| 1.º  | River Plate             | 11   | 5  | 3  | 2  | 0  | 11 | 3  | 8    |
| 2.º  | Lanús                   | 9    | 5  | 3  | 0  | 2  | 5  | 3  | 2    |
| 3.º  | San Lorenzo             | 8    | 5  | 2  | 2  | 1  | 4  | 3  | 1    |
| 3.º  | Vélez Sarsfield         | 8    | 5  | 2  | 2  | 1  | 4  | 3  | 1    |
| 5.º  | Rosario Central         | 7    | 5  | 1  | 4  | 0  | 3  | 2  | 1    |
| 6.º  | Deportivo Riestra       | 7    | 5  | 2  | 1  | 2  | 5  | 5  | 0    |
| 7.º  | Gimnasia y Esgrima (LP) | 7    | 5  | 2  | 1  | 2  | 4  | 4  | 0    |
| 8.º  | Atlético Tucumán        | 6    | 5  | 1  | 3  | 1  | 5  | 5  | 0    |
| 9.º  | Sarmiento (J)           | 6    | 5  | 1  | 3  | 1  | 5  | 6  | −1   |
| 10.º | Platense                | 6    | 5  | 1  | 3  | 1  | 4  | 5  | −1   |
| 11.º | San Martín (SJ)         | 5    | 5  | 1  | 2  | 2  | 4  | 5  | −1   |
| 12.º | Talleres (C)            | 5    | 5  | 1  | 2  | 2  | 3  | 4  | −1   |
| 13.º | Instituto               | 5    | 5  | 1  | 2  | 2  | 2  | 9  | −7   |
| 14.º | Godoy Cruz              | 3    | 5  | 0  | 3  | 2  | 4  | 7  | −3   |
| 15.º | Independiente           | 2    | 5  | 0  | 2  | 3  | 4  | 7  | −3   |

|  | Los equipos que ocupen estas posiciones al finalizar la disputa clasificarán a la Fase final. |

|  |

## Tabla de descenso por promedio
Incluye las temporadas 2023, 2024 y 2025. El equipo que ocupe la última posición de la tabla de promedios descenderá a la Primera Nacional. A este se le agregará el último de la tabla acumulada de ambos torneos, completando dos descensos.
| Pos. | Equipo                  | Prom. | 2023 | 2024 | 2025 | Total | PJ  |
| ---- | ----------------------- | ----- | ---- | ---- | ---- | ----- | --- |
| 1.º  | River Plate             | 1,912 | 85   | 70   | 42   | 197   | 103 |
| 2.º  | Boca Juniors            | 1,631 | 62   | 67   | 39   | 168   | 103 |
| 3.º  | Racing Club             | 1,572 | 60   | 70   | 32   | 162   | 103 |
| 4.º  | Talleres (C)            | 1,524 | 67   | 72   | 18   | 157   | 103 |
| 5.º  | Estudiantes (LP)        | 1,504 | 62   | 63   | 30   | 155   | 103 |
| 6.º  | Rosario Central         | 1,495 | 65   | 47   | 42   | 154   | 103 |
| 7.º  | Huracán                 | 1,446 | 51   | 62   | 36   | 149   | 103 |
| 8.º  | Argentinos Juniors      | 1,436 | 54   | 56   | 38   | 148   | 103 |
| 9.º  | Godoy Cruz              | 1,427 | 63   | 64   | 20   | 147   | 103 |
| 9.º  | Vélez Sarsfield         | 1,427 | 49   | 76   | 22   | 147   | 103 |
| 11.º | Independiente           | 1,407 | 51   | 63   | 31   | 145   | 103 |
| 11.º | Lanús                   | 1,407 | 57   | 59   | 29   | 145   | 103 |
| 13.º | San Lorenzo             | 1,398 | 64   | 45   | 35   | 144   | 103 |
| 14.º | Defensa y Justicia      | 1,388 | 58   | 58   | 27   | 143   | 103 |
| 15.º | Platense                | 1,359 | 54   | 57   | 29   | 140   | 103 |
| 16.º | Barracas Central        | 1,300 | 49   | 49   | 36   | 134   | 103 |
| 17.º | Deportivo Riestra       | 1,274 | —    | 48   | 31   | 79    | 62  |
| 18.º | Belgrano                | 1,271 | 57   | 49   | 25   | 131   | 103 |
| 19.º | Instituto               | 1,242 | 52   | 53   | 23   | 128   | 103 |
| 19.º | Unión                   | 1,242 | 46   | 60   | 22   | 128   | 103 |
| 21.º | Independiente Rivadavia | 1,241 | —    | 46   | 31   | 77    | 62  |
| 22.º | Newell's Old Boys       | 1,233 | 53   | 49   | 25   | 127   | 103 |
| 23.º | Atlético Tucumán        | 1,223 | 54   | 50   | 22   | 126   | 103 |
| 24.º | Tigre                   | 1,165 | 47   | 39   | 34   | 120   | 103 |
| 25.º | Gimnasia y Esgrima (LP) | 1,126 | 45   | 48   | 23   | 116   | 103 |
| 26.º | Banfield                | 1,116 | 53   | 41   | 21   | 115   | 103 |
| 26.º | Central Córdoba (SdE)   | 1,116 | 48   | 42   | 25   | 115   | 103 |
| 28.º | Sarmiento (J)           | 0,990 | 46   | 35   | 21   | 102   | 103 |
| 29.º | Aldosivi                | 0,857 | —    | —    | 18   | 18    | 21  |
| 30.º | San Martín (SJ)         | 0,667 | —    | —    | 14   | 14    | 21  |

|  | El equipo que ocupe esta posición al finalizar la disputa descenderá a la Primera Nacional. |

|  |

## Tabla general de la temporada 2025
Se confecciona con la sumatoria de los puntos obtenidos en la fase de zonas de los torneos Apertura y Clausura. Se utilizará para la clasificación a las Copas Libertadores y Sudamericana de 2026, la Supercopa Internacional 2025, y para determinar uno de los dos descensos.
| Pos. | Equipo                  | Pts. | PJ | PG | PE | PP | GF | GC | Dif. |
| ---- | ----------------------- | ---- | -- | -- | -- | -- | -- | -- | ---- |
| 1.º  | River Plate             | 42   | 21 | 11 | 9  | 1  | 32 | 12 | 20   |
| 2.º  | Rosario Central         | 42   | 21 | 11 | 9  | 1  | 25 | 10 | 15   |
| 3.º  | Boca Juniors            | 39   | 21 | 11 | 6  | 4  | 29 | 14 | 15   |
| 4.º  | Argentinos Juniors      | 38   | 21 | 10 | 8  | 3  | 26 | 12 | 14   |
| 5.º  | Huracán                 | 36   | 21 | 10 | 6  | 5  | 23 | 17 | 6    |
| 6.º  | Barracas Central        | 36   | 21 | 10 | 6  | 5  | 28 | 24 | 4    |
| 7.º  | San Lorenzo             | 35   | 21 | 9  | 8  | 4  | 18 | 13 | 5    |
| 8.º  | Tigre                   | 34   | 21 | 10 | 4  | 7  | 23 | 17 | 6    |
| 9.º  | Racing Club             | 32   | 21 | 10 | 2  | 9  | 29 | 21 | 8    |
| 10.º | Independiente           | 31   | 21 | 8  | 7  | 6  | 27 | 19 | 8    |
| 11.º | Deportivo Riestra       | 31   | 21 | 7  | 10 | 4  | 18 | 12 | 6    |
| 12.º | Independiente Rivadavia | 31   | 21 | 8  | 7  | 6  | 25 | 24 | 1    |
| 13.º | Estudiantes (LP)        | 30   | 21 | 8  | 6  | 7  | 25 | 25 | 0    |
| 14.º | Lanús                   | 29   | 21 | 7  | 8  | 6  | 18 | 14 | 4    |
| 15.º | Platense                | 29   | 21 | 7  | 8  | 6  | 17 | 16 | 1    |
| 16.º | Defensa y Justicia      | 27   | 21 | 7  | 6  | 8  | 23 | 25 | −2   |
| 17.º | Central Córdoba (SdE)   | 25   | 21 | 6  | 7  | 8  | 26 | 26 | 0    |
| 18.º | Newell's Old Boys       | 25   | 21 | 6  | 7  | 8  | 17 | 20 | −3   |
| 19.º | Belgrano                | 25   | 21 | 5  | 10 | 6  | 18 | 25 | −7   |
| 20.º | Gimnasia y Esgrima (LP) | 23   | 21 | 6  | 5  | 10 | 13 | 22 | −9   |
| 21.º | Instituto               | 23   | 21 | 6  | 5  | 10 | 18 | 29 | −11  |
| 22.º | Unión                   | 22   | 21 | 5  | 7  | 9  | 17 | 19 | −2   |
| 23.º | Atlético Tucumán        | 22   | 21 | 6  | 4  | 11 | 22 | 26 | −4   |
| 24.º | Vélez Sarsfield         | 22   | 21 | 6  | 4  | 11 | 11 | 25 | −14  |
| 25.º | Banfield                | 21   | 21 | 5  | 6  | 10 | 21 | 27 | −6   |
| 26.º | Sarmiento (J)           | 21   | 21 | 3  | 12 | 6  | 16 | 25 | −9   |
| 27.º | Godoy Cruz              | 20   | 21 | 3  | 11 | 7  | 12 | 25 | −13  |
| 28.º | Talleres (C)            | 18   | 21 | 3  | 9  | 9  | 14 | 19 | −5   |
| 29.º | Aldosivi                | 18   | 21 | 4  | 6  | 11 | 19 | 33 | −14  |
| 30.º | San Martín (SJ)         | 14   | 21 | 3  | 5  | 13 | 9  | 23 | −14  |

|  | El equipo que ocupe esta posición al finalizar la disputa clasificará a la Copa Libertadores 2026 y a la Supercopa Internacional 2025.                                |
|  | Los equipos que ocupen estas posiciones al finalizar la disputa clasificarán a la Copa Libertadores 2026.                                                             |
|  | Los equipos que ocupen estas posiciones al finalizar la disputa clasificarán a la Copa Sudamericana 2026.                                                             |
|  | El equipo que ocupe esta posición al finalizar la disputa descenderá a la Primera Nacional. Si ya desciende por promedios, desciende el anteúltimo de la tabla anual. |
|  | En caso de empate en puntos por el descenso, habrá partidos desempate.                                                                                                |

| 1. |

## Clasificación a las competencias internacionales

### Copa Libertadores
Argentina tendrá seis cupos en la Copa Libertadores 2026, cinco de ellos en la fase de grupos y el sexto en la fase 2:
- Argentina 1: Platense, campeón del Torneo Apertura 2025.
- Argentina 2: El campeón del Torneo Clausura 2025.
- Argentina 3: El campeón de la Copa Argentina 2025.
- Argentina 4: El primer ubicado en la tabla general de la temporada 2025, excluidos los clasificados como campeones.
- Argentina 5: El segundo ubicado.
- Argentina 6: El tercer ubicado.

### Copa Sudamericana
Los seis cupos asignados en la Copa Sudamericana 2026 serán:
- Argentina 1: El primer ubicado en la tabla general de la temporada 2025, luego de los clasificados a la Copa Libertadores 2026.
- Argentina 2: El segundo ubicado.
- Argentina 3: El tercer ubicado.
- Argentina 4: El cuarto ubicado.
- Argentina 5: El quinto ubicado.
- Argentina 6: El sexto ubicado.